# 伊豆市立修善寺南小学校
伊豆市立修善寺南小学校（いずしりつ しゅぜんじみなみしょうがっこう）は、静岡県伊豆市にある公立小学校。

## 学校規模
児童数　253人
学級数　13学級　(2024/4/1現在)

## 通学区域
修善寺（横瀬）、牧之郷、柏久保、年川、大野

## 進学先中学校
- 伊豆市立修善寺中学校